# 줄리 런던
줄리 런던(Julie London, 1926년 9월 26일 ~ 2000년 10월 18일)은 미국의 가수, 배우이다. 육감적인 콘트랄토를 살린 짝사랑 노래(torch song)로 잘 알려져 있으며, 1955년부터 1969년까지 팝 음악과 재즈 앨범을 30장 이상 취입하였다. Cry Me a River가 포함된 데뷔 앨범 Julie Is Her Name은 2001년 그래미 명예의 전당에 헌액되었다. 수많은 영화와 텔레비전 시리즈에서 배우로서도 왕성한 활약을 했다. 1974년 NBC 《119 구조대》(1972-78)의 간호사 딕시 매콜 역을 통해 제31회 골든 글로브상 텔레비전 드라마 시리즈 부문 여우주연상 후보에 올랐다.

## 생애
런던은 희가극 춤-노래팀을 운영했던 부모님 잭 펙과 조지핀 펙 사이에서 캘리포니아 샌타로자에서 태어났으며, 본명은 줄리 펙이다. 14살이 되던 해 가족과 함께 로스앤젤레스로 이사를 갔다.
1943년 앨런 래드의 아내인 탤런트 에이전트 수 캐럴이 할리우드 대로 고급 의상점에서 승강기 운전원으로 일하던 런던을 보고 외모에 감명을 받아 스크린 테스트를 해보고는 바로 계약을 체결하였다. 이어 남성복 매장 직원으로 일하던 런던은 이번엔 에스콰이어 사진 작가 헨리 왁스먼의 눈에 띄어 해당 잡지 1943년 11월호 표지를 찍게 되었다. 이때 잡지에 실린 사진들을 바탕으로 런던은 제2차 세계 대전 때 군인들 사이에서 각광 받는 핀업 걸이 되었다.
1944년 《Nabonga》로 영화계에 데뷔하였으며 1945년 할리우드 직업 전문 학교를 졸업하였다. 이후 런던은 여러 영화에서 모습을 나타내기 시작했다.
1947년 라디오·텔레비전 인기 경찰 수사물 《사건비화》에서 열연한 배우 잭 웹과 결혼하였다. 런던은 미모와 침착한 태도로 유명했던 반면 웹은 평범한 외모에 투박한 연기술을 구사했기에 두 사람은 극명한 대조를 이루었다. 이 예상 밖의 부부 탄생은 두 사람이 모두 재즈를 사랑하기에 가능하였다. 결혼 생활은 1947년 7월부터 1953년 11월까지 지속되었다. 딸이 두 명 있었는데, 첫째는 1996년 교통사고로 사망했다.
1953년 11월, 잭 웹과의 이혼 후 그 후유증으로 얼마간 은둔 생활을 했다. 그 와중에 러브레이아 거리에 있는 한 클럽에서 재즈 작곡가이자 음악가인 보비 트룹을 만났고, 1959년 12월 31일 결혼했다. 1999년 2월 트룹의 사망으로 결혼 생활이 마감되었다. 자식으로는 딸 하나와 아들 쌍둥이를 두었다.
1995년 뇌졸중에 걸린 이후로 런던의 건강은 극도로 쇠약해졌으며, 74세 되던 해 캘리포니아주 엔시노에서 사망했다.

## 출연 작품

### 텔레비전
- 첩보원 0011 (1967)
- 제12순찰대 (1972)
- 119 구조대 (1972-78)

### 영화
- Nabonga (1944)
- 서부의 사나이 (1958)

## 참고 문헌
- Owen, Michael (2017). 《Go slow: the life of Julie London》 Fir판. Chicago, Illinois: Chicago Review Press. ISBN 9781613738597.
- Staggs, Sam (2003년 2월 4일). 《Close-up on Sunset Boulevard: Billy Wilder, Norma Desmond, and the Dark Hollywood Dream》. St. Martin's Publishing Group. ISBN 9781466830462.